# 聖托馬斯區 (瓊比維卡省)
聖托馬斯區（西班牙語：Distrito de Santo Tomás），是秘魯的一個區，位於該國南部庫斯科大區的瓊比維卡省，面積1,924.08平方公里，海拔高度3,660米，2005年人口24,614，人口密度每平方公里13人。